# Lakenmetershuis

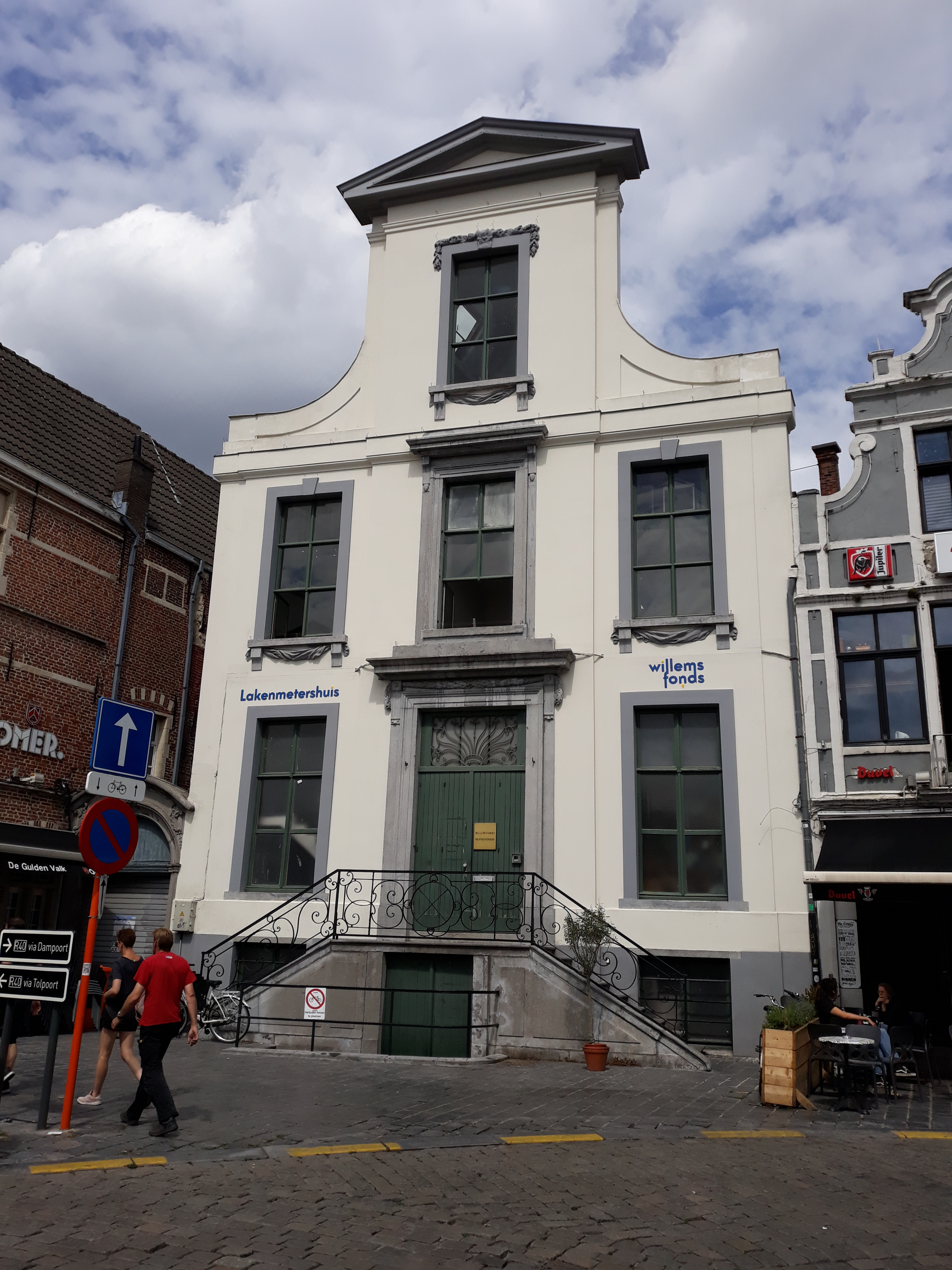

Het Lakenmetershuis is een historisch gebouw op de Vrijdagmarkt in Gent.
Het heeft een typisch Hollandse architectuur. De classicistische halsgevel werd vervaardigd door de bekende Gentse architect Bernard De Wilde in 1771-1772. 
Sinds 1868 is hier het Willemsfonds gevestigd.